# UNITER 2005
Ediția a XIII-a a Premiilor UNITER a avut loc la 4 aprilie 2005 la Teatrul Național din București.
Juriul de selecție a fost format din criticii Alice Georgescu, Mihaela Michailov și Sebastian-Vlad Popa, iar juriul final a fost reprezentat de criticii Cristina Modreanu, Ion Cocora și Marina Constantinescu, regizorul Sanda Manu și scenograful Irina Solomon.

## Nominalizări și câștigători
Câștigătorii apar cu litere aldine.

### Premiul pentru cel mai bun spectacol
- Cum doriți sau Noaptea de la spartul târgului, după William Shakespeare, la Teatrul Național din Craiova (regia: Silviu Purcărete)
- Nefericiții de Füst Milán la Teatrul Național din Târgu Mures - Compania Tompa Miklós (regia: Bodó Viktor)
- Othello de William Shakespeare la Teatrul „Tamási Áron” din Sfântu Gheorghe (regia: Bocsárdi László)

### Premiul pentru cea mai bună regie
- László Bocsárdi pentru spectacolul Othello de William Shakespeare la Teatrul „Tamási Áron” din Sfântu Gheorghe
- Dragoș Galgoțiu pentru spectacolul Portretul lui Dorian Gray după Oscar Wilde la Teatrul Odeon din București
- Silviu Purcărete pentru spectacolul Cum doriți sau Noaptea de la spartul târgului, după William Shakespeare, la Teatrul Național din Craiova

### Cea mai bună scenografie
- József Bartha pentru decorul spectacolelor Să-i îmbrăcăm pe cei goi de Luigi Pirandello - Teatrul Maghiar de Stat din Cluj-Napoca și Avarul de Molière - Teatrul Național Craiova
- Andrei Both pentru decorul spectacolului Portretul lui Dorian Gray după Oscar Wilde - Teatrul Odeon București
- Florica Mălureanu pentru decorul spectacolului Trei surori de A.P. Cehov - Teatrul Național „Radu Stanca” Sibiu

### Cel mai bun actor în rol principal
- Ilie Gheorghe pentru rolul Harpagon din spectacolul Avarul de Molière de la Teatrul Național din Craiova
- Răzvan Vasilescu pentru rolul Bătrânul din spectacolul Scaunele de Eugen Ionescu la Teatrul „L.S. Bulandra” din București
- Zsolt Zayzon pentru rolul Húber Vilmos din spectacolul Nefericiții de Füst Milán la Teatrul Național din Târgu Mureș - Compania Tompa Miklós

### Cea mai bună actriță în rol principal
- Mariana Mihuț pentru rolul Inna Rassadina din spectacolul Sorry de Aleksandr Galin la Teatrul „L.S.Bulandra” București
- Maia Morgenstern pentru rolul din spectacolul 4:48 Psychosis de Sarah Kane la Teatrul Act București
- Hilda Péter pentru rolul Sen Te / Sui Ta din spectacolul Omul cel bun din Sâciuan de Bertolt Brecht la Teatrul „Tamási Áron” din Sfântu Gheorghe

### Cel mai bun actor în rol secundar
- Mihai Calota pentru rolul Tuzenbah din spectacolul Trei surori de A.P.Cehov la Teatrul „Toma Caragiu” din Ploiești
- László Mátray pentru rolul Cassio din spectacolul Othello de W.Shakespeare la Teatrul „Tamási Áron” din Sfântu Gheorghe
- Aba Sebestyén pentru rolul Dr. Beck Gyula din spectacolul Nefericiții de Füst Milán la Teatrul Național din Târgu Mureș - Compania Tompa Miklós

### Cea mai bună actriță în rol secundar
- Andreea Bibiri pentru rolul Jenny din spectacolul Forma lucrurilor de Neil LaBute la Teatrul Act București
- Erzsébet Fülöp pentru rolul Rózsi din spectacolul Nefericiții de Füst Milán la Teatrul Național din Târgu Mureș - Compania Tompa Miklós
- Gizella Kicsid pentru rolul Sacagiul Wang din spectacolul Omul cel bun din Sâciuan de Bertolt Brecht la Teatrul „Tamási Áron” din Sfântu Gheorghe

### Critică teatrală
- Cristian Buricea Mlinarcic pentru cartea Tragicul & alte note subiective
- Ludmila Patlanjoglu pentru cartea Regele scamator Ștefan Iordache
- Marian Popescu pentru cartea Scenele teatrului românesc 1945-2004

### Premiul pentru Teatru radiofonic
- Un duel în ziua nunții, scenariu de Alexa Visarion după opera lui A.P. Cehov, regia artistică Alexa Visarion

### Debut
- Alexandru Mihăescu pentru rolul Ioachimo din spectacolul Regele Cymbelin de William Shakespeare, Teatrul German de Stat Timișoara
- Radu Alexandru Nica pentru regia spectacolului Nora de Henrik Ibsen, Teatrul Național „Radu Stanca” Sibiu
- László Wegroszta pentru scenografia spectacolului David's Boutique de Radu Afrim, Teatrul „Andrei Mureșanu” - Sfântu Gheorghe

### Premiul de excelență
- Green Hours – Teatrul Luni pentru promovarea dramaturgiei contemporane și a tinerilor actori, regizori și dramaturgi.

### Premiul pentru întreaga activitate
- actor: Mircea Albulescu
- actriță: Draga Olteanu Matei
- scenografie: Lia Mantoc
- regie: Alexa Visarion
- critică: Magdalena Boiangiu

### Premii speciale
- Premiul special pentru teatrul de copii: Teatrul „Ion Creangă” – 40 de ani de teatru pentru copii
- Premiul special pentru Teatrul de păpuși și marionete: Margareta Niculescu
- Premiul special pentru teatrul de revistă: Bițu Fălticineanu
- Premiul special pentru circ: Matei Retas

### Premiul special al Președintelui UNITER
- Valeriu Grama

### Premiul Mecena
- Carmen Adamescu, Președinte, Unirea Shopping Center

### Cea mai bună piesă românească a anului 2004
- Viața mea sexuală de Cornel George Popa – reprezentată la Teatrul Radiofonic și la Teatrul National București, regia Sorin Militaru[1]